# 横山龍之介
横山 龍之介（よこやま りゅうのすけ、1988年9月29日 - ）は、新潟県中蒲原郡小須戸町（現：新潟市秋葉区）出身の元プロ野球選手（投手）。

## 経歴

### プロ入り前
日本文理高では、一年生のときからベンチ入り。2006年の春の甲子園と夏の甲子園にはエースとして出場。センバツでは新潟県勢初勝利を記録し、ベスト8進出に貢献した。
2006年高校生ドラフト4巡目で阪神から指名を受け入団。

### プロ入り後
2007年、2008年は二軍でも2年で7試合と登板数が少なかったが、2009年は登板数が増え、二軍で初勝利を挙げる。
投球フォームをサイドスローに変えて挑んだ2010年は6月22日に初の一軍昇格を果たし、6月27日の東京ヤクルトスワローズ戦でプロ入り初登板。二軍では球団最多登板記録となる50試合に登板し、4勝1敗、防御率2.51、46回2/3を投げ、29奪三振、41被安打、18与四球でWHIP1.26の好成績を残し、球団が制定するファーム年間MVP（投手部門）を受賞するなど成長を見せた。
2011年シーズンは、一軍での登板はなかったが、二軍では35試合に登板し防御率1.06の好成績を記録した。
2012年シーズンも、一軍での登板はなく、二軍で18試合に登板し防御率3.46の成績であった。10月2日に戦力外通告を受け、12球団合同トライアウトを受験したものの獲得球団はなく、現役を引退。

### 現役引退後
引退後は郷里の新潟県へ戻り、胎内市の臨時職員となった。2014年4月には正職員になり、胎内市教育委員会生涯学習課スポーツ振興係の職員として働く。胎内市教育委員会が主催して毎年夏に行われている阪神タイガースOBによる野球教室にも参加している。
また、胎内市役所の軟式野球チームにも所属。全日本軟式野球連盟による規約で1年間は官公庁の大会などを除いて公式戦に出場できなかったが、2014年からは主戦投手として活躍し、国体新潟県予選や全国官公庁軟式野球大会などに登板した。

## 選手としての特徴・人物
140km/h前後のストレートと縦横2種類のスライダーを武器とする上手投げの投手だったが、2009年のシーズンから腕を下げ、サイドスローに近い投法から変化球で打たせて取るピッチングが持ち味になっている。阪神退団後、軟式野球に転向してからはツーシームを習得した。
特技は書道で、3段の実力を持つ。
阪神退団後、胎内市役所野球部の先輩の妻の双子の妹と知り合い、2014年5月5日に結婚。同年10月25日に新潟市内で結婚式を行った。

## 詳細情報

### 年度別投手成績
| 年 度     | 球 団     | 登 板 | 先 発 | 完 投 | 完 封 | 無 四 球 | 勝 利 | 敗 戦 | セ 丨 ブ | ホ 丨 ル ド | 勝 率 | 打 者 | 投 球 回 | 被 安 打 | 被 本 塁 打 | 与 四 球 | 敬 遠 | 与 死 球 | 奪 三 振 | 暴 投 | ボ 丨 ク | 失 点 | 自 責 点 | 防 御 率 | W H I P |
| --------- | --------- | ----- | ----- | ----- | ----- | -------- | ----- | ----- | -------- | ----------- | ----- | ----- | -------- | -------- | ----------- | -------- | ----- | -------- | -------- | ----- | -------- | ----- | -------- | -------- | ------- |
| 2010      | 阪神      | 2     | 0     | 0     | 0     | 0        | 0     | 0     | 0        | 0           | ----  | 7     | 1.0      | 3        | 1           | 1        | 0     | 0        | 1        | 0     | 0        | 2     | 2        | 18.00    | 4.00    |
| 通算：1年 | 通算：1年 | 2     | 0     | 0     | 0     | 0        | 0     | 0     | 0        | 0           | ----  | 7     | 1.0      | 3        | 1           | 1        | 0     | 0        | 1        | 0     | 0        | 2     | 2        | 18.00    | 4.00    |

### 記録
- 初登板：2010年6月27日、対東京ヤクルトスワローズ8回戦（明治神宮野球場）、8回裏2死に6番手で救援登板・完了、1/3回無失点
- 初奪三振：2010年6月29日、対中日ドラゴンズ10回戦（阪神甲子園球場）、9回表に堂上直倫から空振り三振

### 背番号
- 68 （2007年 - 2012年）

### 登場曲
- 「FLIPSIDE」FREEWAY feat.PEEDI CRAKK（英語版）（2007年 - 2008年）
- 「4 Minutes feat.Justin Timberlake」Madonna（2009年 - 2010年、2012年）
- 「BREAK IT」安室奈美恵（2011年）